# Cuddington (Surrey)
Cuddington – wieś w Anglii, w hrabstwie Surrey, w dystrykcie Epsom and Ewell. Leży 19 km na południowy zachód od centrum Londynu.